# Denkmal für Labormäuse
Das Denkmal für Labormäuse (russisch Памятник лабораторной мыши) ist eine Statue in der russischen Stadt Nowosibirsk. Das Denkmal befindet sich in Akademgorodok, in einem Park in der Nähe des dortigen Instituts für Zytologie und Genetik der Russischen Akademie der Wissenschaften.

## Beschreibung
Die Statue zeigt eine anthropomorphe Maus, die eine Brille und einen Laborkittel trägt und mit zwei Stricknadeln ein Strukturmodell einer DNA-Helix strickt. Es handelt sich um Z-DNA, die noch nicht umfassend erforscht ist.

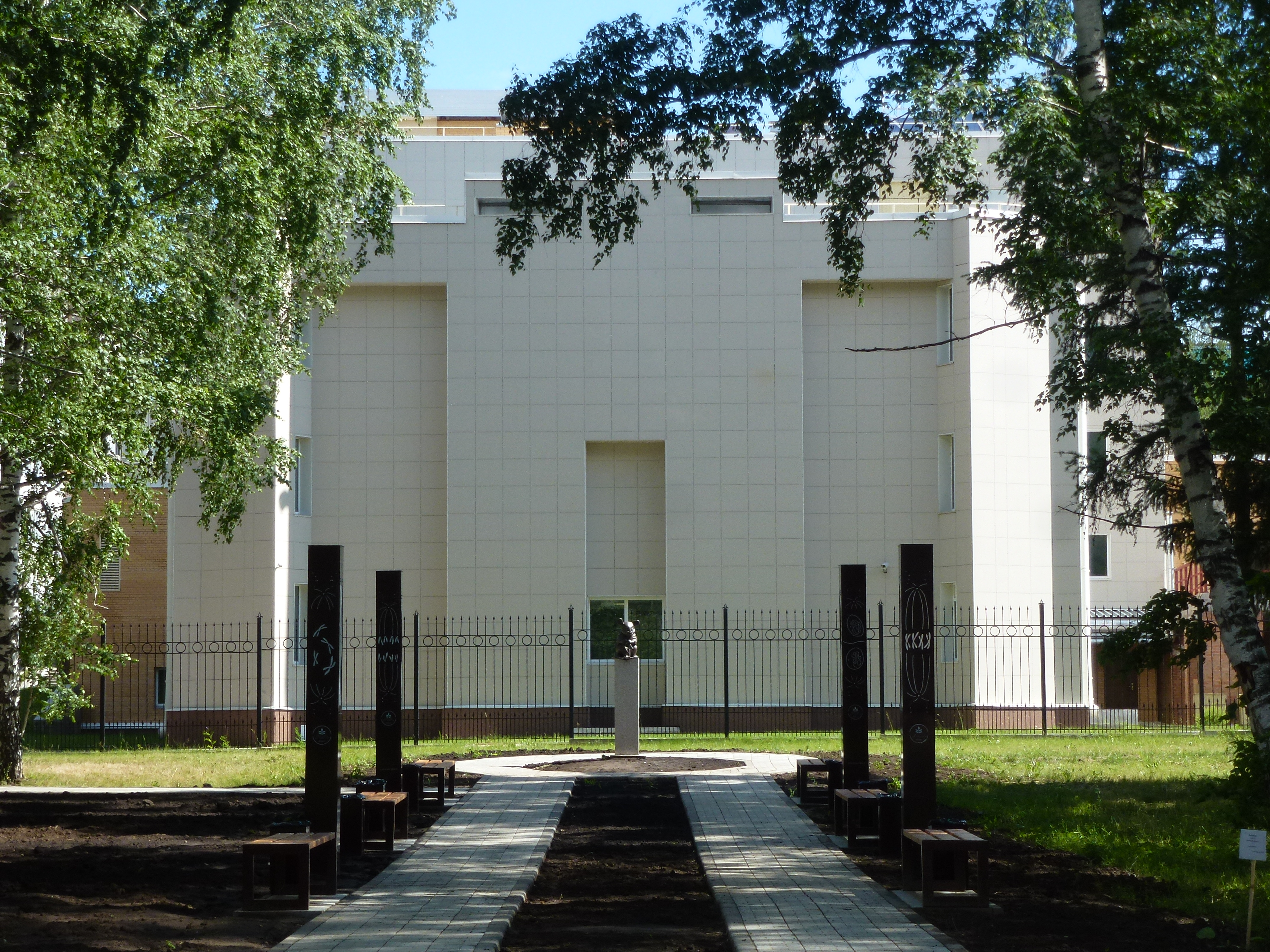

Die 70 cm hohe Statue steht auf einem 2,5 m hohen Sockel. Sie erinnert an die Laborratten und Labormäuse, die in der genetischen Forschung eingesetzt wurden, um biologische und physiologische Mechanismen für die Entwicklung neuer Medikamente und die Heilung von Krankheiten zu verstehen.
Der erste Stein wurde am 1. Juni 2012 zu Ehren des 55. Jahrestages der Gründung des Instituts für Zytologie und Genetik gelegt. Das Denkmal wurde am 1. Juli 2013 zum 120. Jahrestag der Gründung der Stadt enthüllt. Entworfen wurde die Skulptur von Andrei Charkewitsch, einem Künstler aus Nowosibirsk, und in Tomsk von Maxim Petrow in Bronze gegossen.